# Lastenausgleichsgesetz

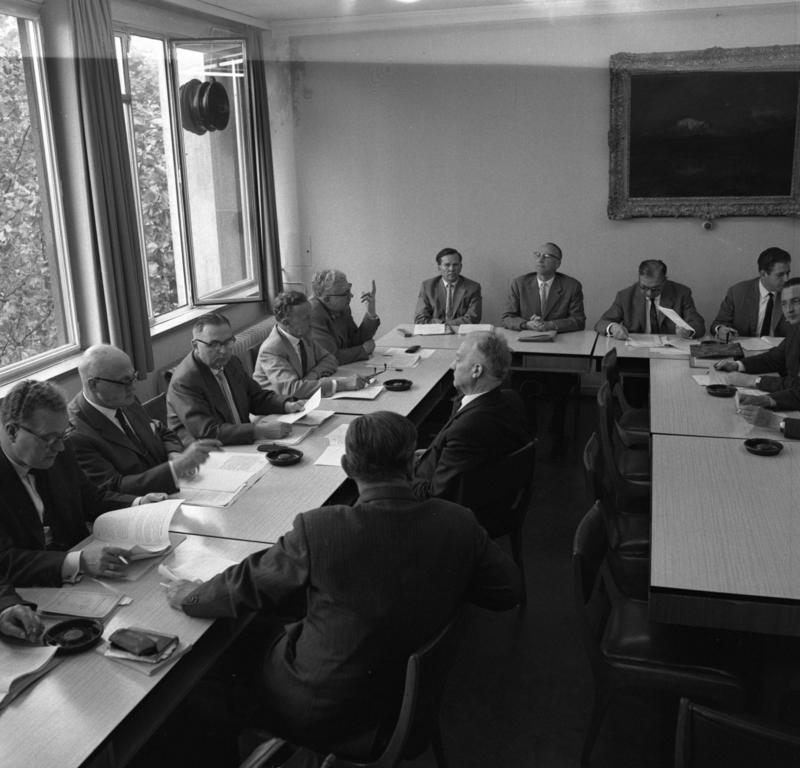
Ausschuss für Lastenausgleich im Bundeshaus 1961

Das Gesetz über den Lastenausgleich (Lastenausgleichsgesetz, LAG) vom 14. August 1952 hatte zum Ziel, Deutschen, die infolge des Zweiten Weltkrieges und seiner Nachwirkungen Vermögensschäden oder besondere andere Nachteile erlitten hatten, eine finanzielle Entschädigung zu gewähren. Lastenausgleich können beanspruchen
- durch direkte Kriegseinwirkungen (Zerstörungen z. B. durch Bomben oder andere Waffen) Geschädigte
- Spätheimkehrer
- wer Verluste erlitten hatte
  - durch Vertreibung aus früher zum Deutschen Reich gehörenden Gebieten östlich von Oder und Neiße (Oder-Neiße-Grenze)
  - durch Vertreibung aus früher nicht zum Deutschen Reich gehörenden Gebieten
  - infolge der Flucht aus der Sowjetischen Besatzungszone bzw. später der DDR (nur für anerkannte Flüchtlinge)
  - aufgrund der Währungsreform von 1948 (in eingeschränktem Umfang).

So heißt es in der Präambel:

„In Anerkennung des Anspruchs der durch den Krieg und seine Folgen besonders betroffenen Bevölkerungsteile auf einen die Grundsätze der sozialen Gerechtigkeit und die volkswirtschaftlichen Möglichkeiten berücksichtigenden Ausgleich von Lasten und auf die zur Eingliederung der Geschädigten notwendige Hilfe sowie unter dem ausdrücklichen Vorbehalt, daß die Gewährung und Annahme von Leistungen keinen Verzicht auf die Geltendmachung von Ansprüchen auf Rückgabe des von den Vertriebenen zurückgelassenen Vermögens bedeutet, und unter dem weiteren ausdrücklichen Vorbehalt, daß die Gewährung und Annahme von Leistungen für Schäden im Sinne des Beweissicherungs- und Feststellungsgesetzes weder die Vermögensrechte des Geschädigten berühren noch einen Verzicht auf die Wiederherstellung der unbeschränkten Vermögensrechte oder auf Ersatzleistung enthalten, hat der Bundestag mit Zustimmung des Bundesrates das nachstehende Gesetz beschlossen.“

Vorbild für das Gesetz war die Gesetzgebung zum Lastenausgleich in Finnland nach der Vertreibung der Finnen aus Karelien.
Während des Zweiten Weltkriegs waren Sachschäden an beweglichen und unbeweglichen Sachen infolge eines Angriffs auf das Reichsgebiet nach der Kriegssachschädenverordnung ausgeglichen worden, aufgehoben mit §§ 373 Nr. 3, 375 LAG.

## Abgaben für den Lastenausgleich
Diese Umverteilung erfolgte dadurch, dass diejenigen, denen erhebliches Vermögen verblieben war (insbesondere betraf das Immobilien), eine Lastenausgleichsabgabe zahlten. Die Höhe dieser Abgabe wurde nach der Höhe des Vermögens mit Stand vom 21. Juni 1948, dem Tag nach Einführung der D-Mark in den drei westlichen Besatzungszonen, berechnet. Die Abgabe belief sich auf 50 % des berechneten Vermögenswertes und konnte in bis zu 120 vierteljährlichen Raten, also verteilt auf 30 Jahre, in den Ausgleichsfonds eingezahlt werden. Zu diesem Zweck wurden eine Vermögensabgabe, eine Hypothekengewinnabgabe und eine Kreditgewinnabgabe eingeführt, die an die Finanzämter zu zahlen waren. Durch die Verteilung auf viele Jahre betrug die Belastung nur 1,67 % pro Jahr, sodass sie aus dem Ertragswert des betroffenen Vermögens geleistet werden konnte, ohne die Vermögenssubstanz angreifen zu müssen. Das fiel den Betroffenen infolge der ständigen Inflation seit 1952 allmählich leichter. Ab den 1980er Jahren flossen zunehmend auch allgemeine Steuermittel in den Fonds.

## Leistungen im Lastenausgleich

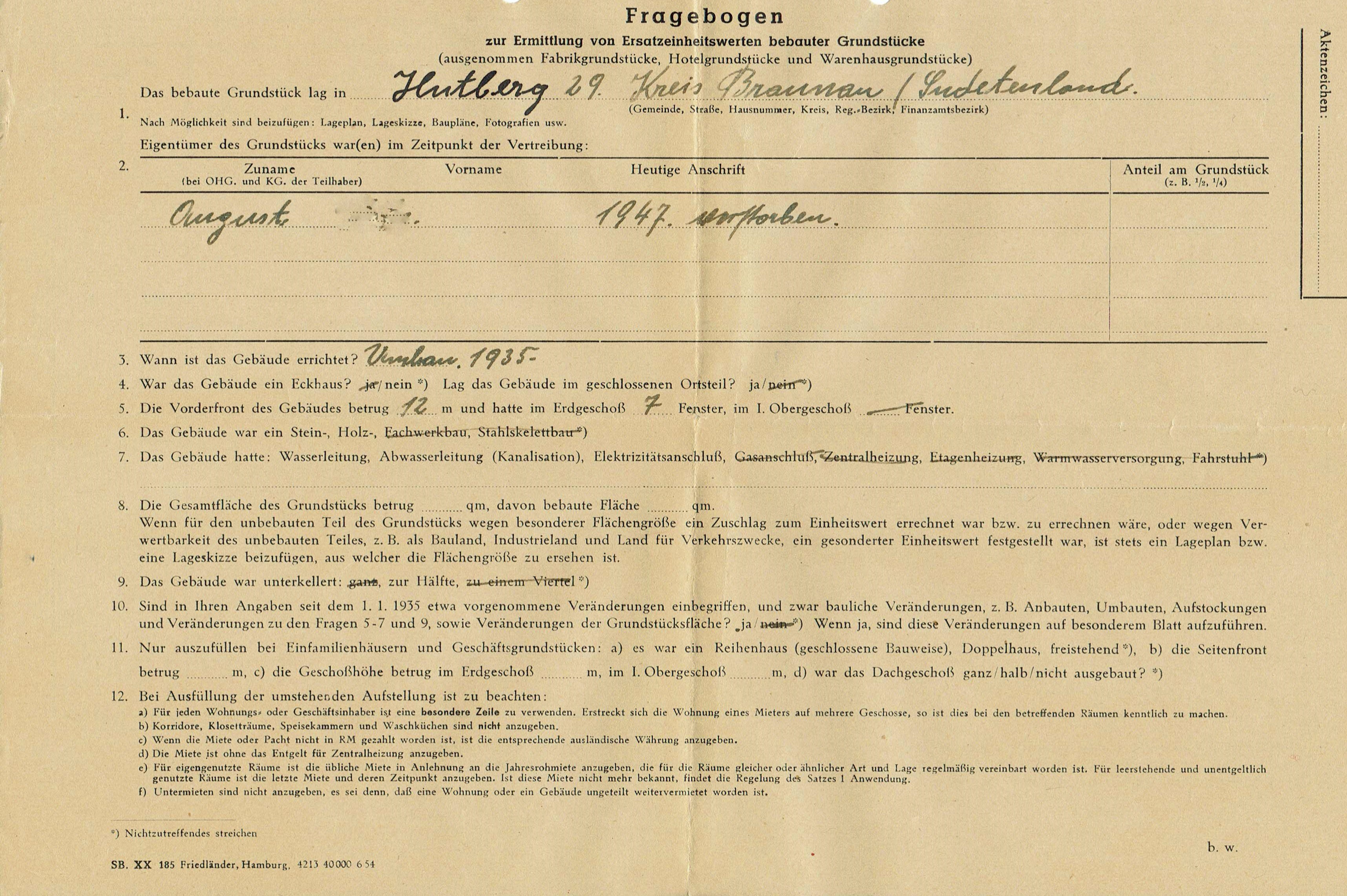
Fragebogen zur Ermittlung des Lastenausgleiches (Vorderseite)

Die Lastenausgleichsleistungen betrugen bis Ende 1982 insgesamt rund 115 Mrd. DM, waren aber damit noch nicht beendet.
Folgende Leistungsarten sind in § 4 LAG festgelegt:
- Hauptentschädigung:
Entschädigung in Geld in Relation zum erlittenen Vermögensschaden für Grundstücke, Immobilien, Firmen, Fabrikanlagen. Die Entscheidung und Auszahlung hierzu dauerte oft viele Jahre.
- Eingliederungsdarlehen:
zinsbegünstigt; zum Aufbau einer neuen Existenz (wurde relativ rasch entschieden)
- Kriegsschadenrente:
z. B. für Geschädigte, die von Mieteinnahmen aus einem zerstörten Haus gelebt hatten
- Hausratsentschädigung:
für eine erste einfache Ausstattung mit Möbeln, Küche, Wäsche, Geschirr (wurde relativ rasch entschieden)
- Wohnraumhilfe:
Bevorzugung bei der Zuweisung von Mietwohnungen (die Gemeinden verwalteten noch viele Jahre nach dem Krieg den gesamten Wohnraum und bestimmten, wer wohin ziehen durfte)
- Darlehen zum Hausbau oder Erwerb von Wohnungseigentum:
6200 DM; zinsverbilligt und als Eigenkapitalersatz letztrangig gesichert
- sonstige Härteleistungen und Leistungen aufgrund sonstiger Förderungsmaßnahmen:
für besondere Schadenstatbestände – nicht alles konnte im Gesetz explizit geregelt werden
- Entschädigung nach dem Altsparergesetz:
für größere Geldvermögen und Lebensversicherungen
- Entschädigung im Währungsausgleich für Sparguthaben Vertriebener:
wie vor, jedoch in fremder Währung
- Darlehen, die aufgrund des Bundesvertriebenengesetzes von 1953 bis 1957 gewährt wurden.

## Vertriebene
Die Vertriebenen bildeten die größte Gruppe der durch den Krieg Geschädigten und diejenige mit den größten materiellen Verlusten (Haus, Hof, Vieh, Hausrat, Existenz). Ihnen schnell und effizient zu helfen, war der Auslöser für den Lastenausgleichsgedanken. Deshalb befasst sich das Lastenausgleichsgesetz ausführlich mit den Vertriebenen und definiert diese im § 11. Vertriebener ist demnach, wer „als deutscher Staatsangehöriger oder deutscher Volkszugehöriger seinen Wohnsitz in den zurzeit unter fremder Verwaltung stehenden deutschen Ostgebieten oder in den Gebieten außerhalb der Grenzen des Deutschen Reichs nach dem Gebietsstand vom 31. Dezember 1937 hatte und diesen im Zusammenhang mit den Ereignissen des zweiten Weltkriegs infolge Vertreibung, insbesondere durch Ausweisung oder Flucht, verloren hat“.
Der Begriff wird weiter ausgedehnt auf denjenigen, der „als deutscher Staatsangehöriger oder deutscher Volkszugehöriger“
- „1. nach dem 30. Januar 1933 die in Absatz 1 genannten Gebiete verlassen und seinen Wohnsitz außerhalb des Deutschen Reichs genommen hat, weil aus Gründen politischer Gegnerschaft gegen den Nationalsozialismus oder aus Gründen der Rasse, des Glaubens oder der Weltanschauung nationalsozialistische Gewaltmaßnahmen gegen ihn verübt worden sind oder ihm drohten,“
- „2. auf Grund der während des Zweiten Weltkriegs geschlossenen zwischenstaatlichen Verträge aus außerdeutschen Gebieten oder während des gleichen Zeitraums auf Grund von Maßnahmen deutscher Dienststellen aus den von der deutschen Wehrmacht besetzten Gebieten umgesiedelt worden ist (Umsiedler),“
- „3. nach Abschluss der allgemeinen Vertreibungsmaßnahmen vor dem 1. Juli 1990 oder danach im Wege der Aufnahme nach den Vorschriften des Ersten Titels des Dritten Abschnitts des Bundesvertriebenengesetzes die zurzeit unter fremder Verwaltung stehenden deutschen Ostgebiete, Danzig, Estland, Lettland, Litauen, die Sowjetunion, Polen, die Tschechoslowakei, Ungarn, Rumänien, Bulgarien, Jugoslawien, Albanien oder China verlassen hat oder verlässt, es sei denn, dass er, ohne aus diesen Gebieten vertrieben und bis zum 31. März 1952 dorthin zurückgekehrt zu sein, nach dem 8. Mai 1945 einen Wohnsitz in diesen Gebieten begründet hat (Aussiedler),“
- „4. ohne einen Wohnsitz gehabt zu haben, sein Gewerbe oder seinen Beruf ständig in den in Absatz 1 genannten Gebieten ausgeübt hat und diese Tätigkeit infolge Vertreibung aufgeben musste,“
- „5. seinen Wohnsitz in den in Absatz 1 genannten Gebieten gemäß § 10 des Bürgerlichen Gesetzbuches durch Eheschließung verloren, aber seinen ständigen Aufenthalt dort beibehalten hatte und diesen infolge Vertreibung aufgeben musste,“
- „6. in den in Absatz 1 genannten Gebieten als Kind einer unter Nummer 5 fallenden Ehefrau gemäß § 11 des Bürgerlichen Gesetzbuches keinen Wohnsitz, aber einen ständigen Aufenthalt hatte und diesen infolge Vertreibung aufgeben musste.“

Und schließlich ist Vertriebener der, der, „ohne selbst deutscher Staatsangehöriger oder deutscher Volkszugehöriger zu sein, als Ehegatte eines Vertriebenen seinen Wohnsitz oder in den Fällen (…) [der] Nr. 5 als Ehegatte eines deutschen Staatsangehörigen oder deutschen Volkszugehörigen den ständigen Aufenthalt in den in Absatz 1 genannten Gebieten verloren hat.“

## Landesausgleichsämter und Bundesausgleichsamt

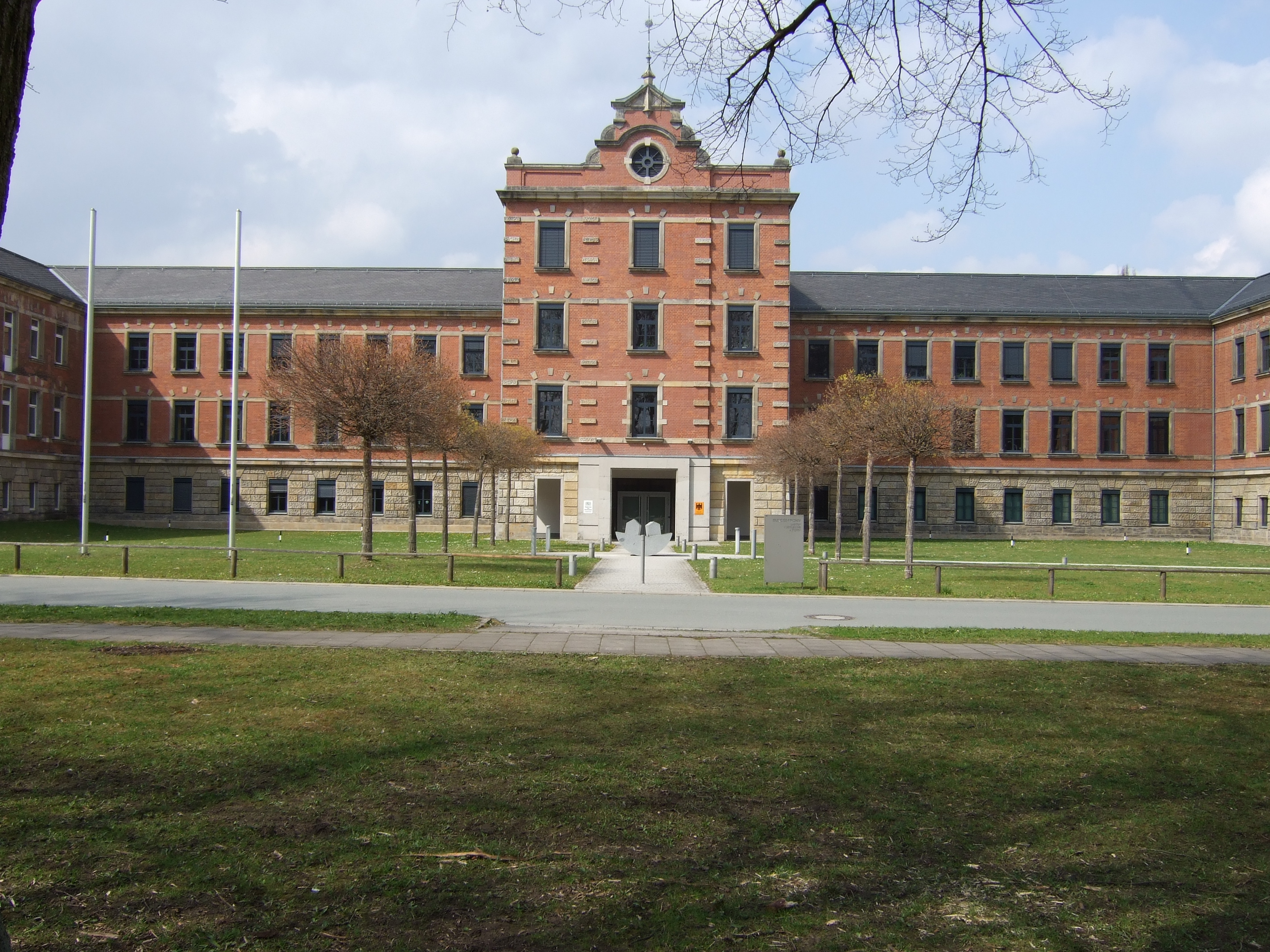
Lastenausgleichsarchiv des Bundesarchivs in Bayreuth

Für die verwaltungsorganisatorische Abwicklung sind in den Bundesländern Landesausgleichsämter und auf Bundesebene das Bundesausgleichsamt eingerichtet. Das Bundesausgleichsamt ist eine Bundesoberbehörde. Die Dienstaufsicht wird vom Bundesministerium des Innern im Einvernehmen mit dem Bundesministerium der Finanzen geführt. Das Bundesausgleichsamt hat seinen Sitz in Bad Homburg vor der Höhe.
Im Juni 1989 wurde das Lastenausgleichsarchiv des Bundesarchivs in Bayreuth angesiedelt. Es nutzte zunächst eine ehemalige Fabrikhalle an der Leuschnerstraße; 1995 übergab ihm die Stadt das ehemalige Städtische Krankenhaus im Stadtteil Kreuz.

## Wiedervereinigung
Nach der Wiedervereinigung Deutschlands wurde das Gesetz geändert, damit solche Leistungen auch den Bewohnern des Beitrittsgebiets zugänglich gemacht werden konnten. Diese Ausgleichsleistungen werden haushaltsmäßig von Bund und Ländern in Form eines Ausgleichsfonds aufgebracht, die Bedienung der Zinsen und der Tilgung der Kredite, die für den Ausgleichsfonds aufgenommen wurden, trägt der Bund. Die Länder (ohne Brandenburg, Mecklenburg-Vorpommern, Sachsen, Sachsen-Anhalt und Thüringen) leisten in Höhe ihres Steueraufkommens bis maximal 30 Millionen Euro für den Fonds, der Rest wird vom Bund getragen. Die Rechte und Pflichten des Fonds gingen auf den Bund über.
Wer andererseits nach der Wiedervereinigung Vermögenswerte wiedererlangte, für deren Verlust er zuvor Lastenausgleichszahlungen erhalten hatte, musste letztere wieder zurückzahlen. Dies betrifft insbesondere Rechtsansprüche aus dem Gesetz zur Regelung offener Vermögensfragen und über staatliche Ausgleichsleistungen für Enteignungen auf besatzungsrechtlicher oder besatzungshoheitlicher Grundlage (Entschädigungs- und Ausgleichsleistungsgesetz – EALG).

## Hauszinssteuer
Ähnliche Ziele wie das Lastenausgleichsgesetz hatte während der Zeit der Weimarer Republik die Gebäudeentschuldungssteuer, die einen Ausgleich für Inflationsgewinne schaffen sollte.

## Rechtsweg
Der Rechtsweg zu den Verwaltungsgerichten ist eröffnet.